# National War Museum of Scotland
Il National War Museum of Scotland (in italiano; Museo militare nazionale scozzese) è ospitato a Edimburgo, come parte dei National Museums Scotland.
È sito nell'ambito del castello di Edimburgo e il costo dell'ingresso è incluso nel biglietto d'entrata al castello. Il National War Museum copre 400 anni di storia della Scozia in guerra a partire dal XVII secolo, e offre mostre permanenti ed esposizioni speciali.
Il museo era precedentemente conosciuto col nome di Scottish United Services Museum (Museo scozzese dei servizi militari riuniti), e prima ancora come Scottish Naval and Military Museum (Museo scozzese navale e militare).

## Galleria d'immagini

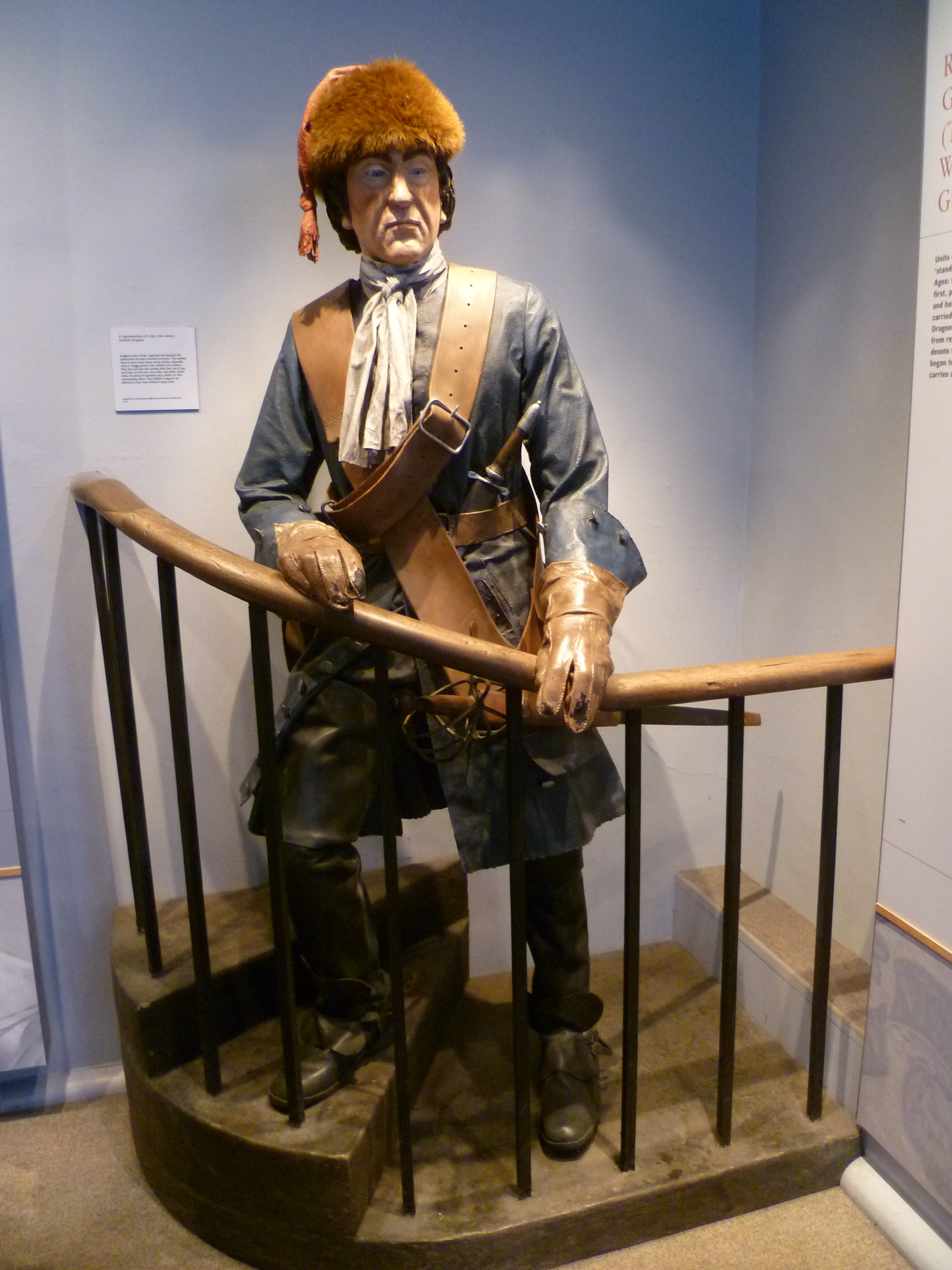
Prima uniforme del reggimento dei Dragoni, con stoffa scozzese, 1683
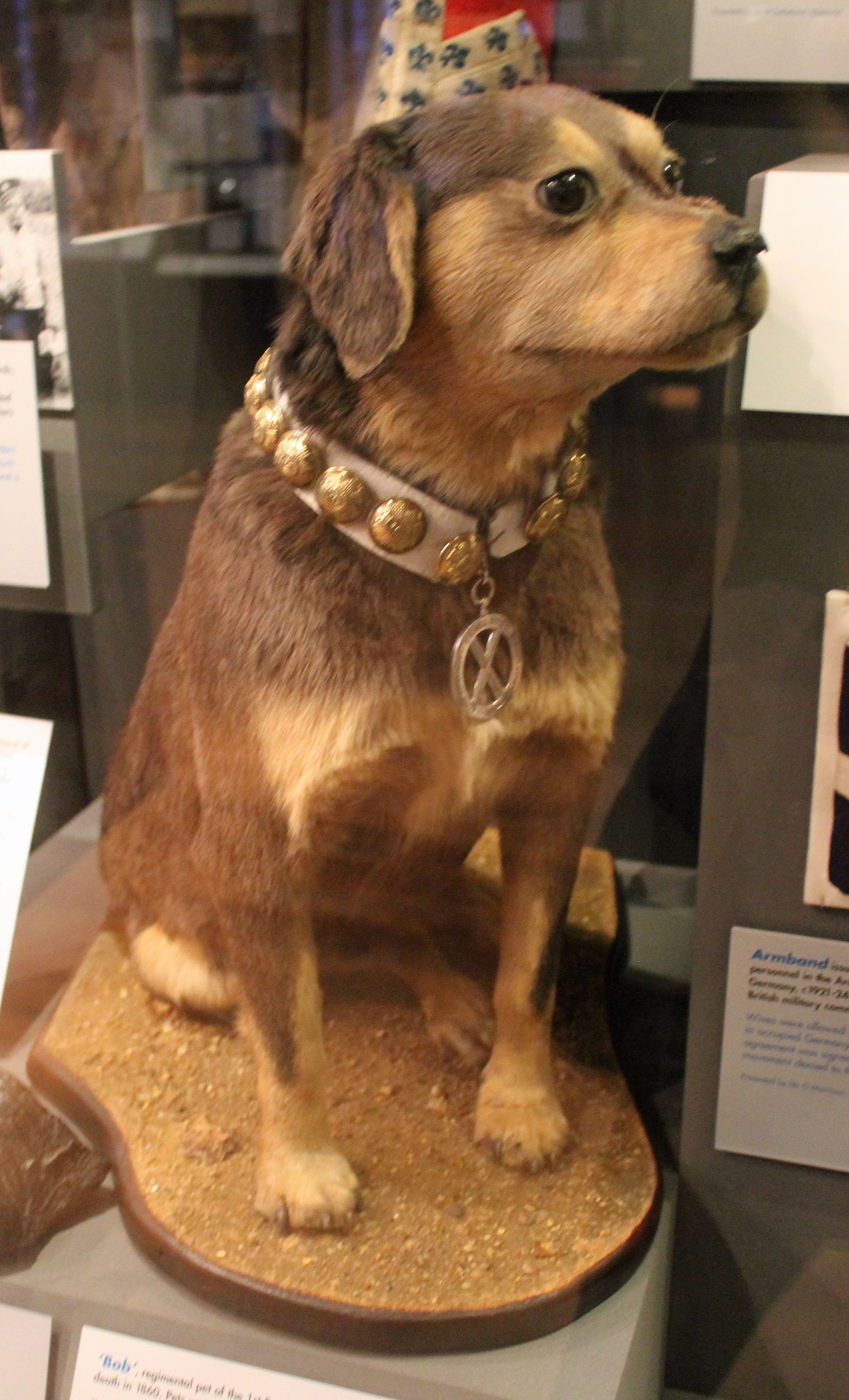
Il cane Bob, mascotte militare
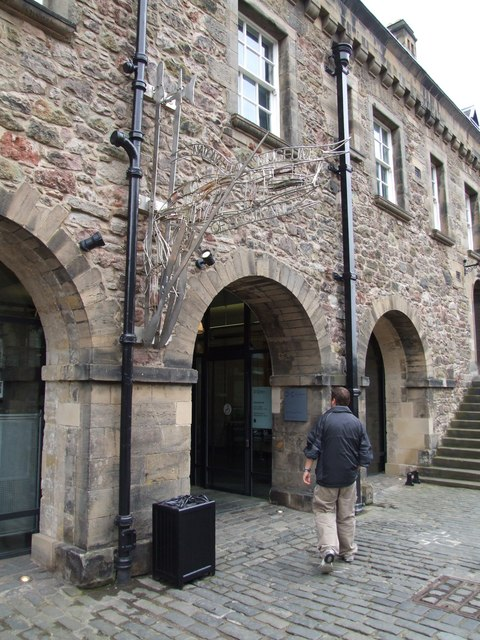
Entrata del museo, nell'area interna del castello di Edimburgo